# 김현곤 (쇼트트랙 선수)
김현곤(金炫坤, 1985년 10월 22일 서울 출생)은 대한민국의 쇼트트랙 스피드 스케이팅 선수이다.